# Dub u Horních Bučic
Dub u Horních Bučic je památný dub letní (Quercus robur), rostoucí v poli asi 800 m severovýchodně od obce Horní Bučice.
- Výška kmene je asi 25 m
- Obvod kmene je asi 450 cm
- Odhadované stáří stromu je více než 250 let

Památný dub je chráněn od roku 2000 jako významná krajinná dominanta. V roce 2012 byl dub zasažen bleskem, zůstává z něj již jen částečně obrostlé torzo.